# Openluchtmuseum van Karilatsi
Het openluchtmuseum van Karilatsi (Estisch: Karilatsi Vabaõhumuuseum) is een openluchtmuseum in het Estse dorp Karilatsi. Tot 2019 stond het bekend onder de naam Põlva Talurahvamuuseum (Boerenmuseum van Põlvamaa). Het initiatief voor het museum werd in 1971 genomen door Kalju Kermas, de secretaris van het districtscomité van Põlva. Het terrein is 5 hectare groot en bevindt zich in de oude dorpskern.
Het centrale gebouw is de oude school van Karilatsi, die in 1889 werd gebouwd en in 1972 werd gesloten wegens een tekort aan leerlingen. De school kreeg een tweede leven als expositieruimte van het openluchtmuseum. In 1977 werd het museum geopend.
Sinds 2015 wordt het museum beheerd door het Võru instituut.

## Gebouwen
Op het terrein staan meerdere gebouwen die van elders uit de regio zijn overgebracht. Een windmolen uit 1901, afkomstig uit Prangli, werd in 1977 naar het museum gebracht. De Punaku-boerderij en een schuur uit Karilatsi uit 1860 maken sinds 1988 deel uit van het museum. In 1986 werd een bijenkorfschuur uit Valgemetsa naar het dorp overgebracht.
Vana-Võromaa Museum · F.R. Kreutzwald-museum · Landbouwmuseum van Mõniste · Openluchtmuseum Karilatsi